# Avegno
Avégno (Avëgno o Aëgno in ligure) è un comune italiano sparso di 2 529 abitanti della città metropolitana di Genova in Liguria. La sede comunale è situata nella località di Molino Nuovo.

## Geografia fisica
Il territorio comunale di Avegno è situato lungo l'alta valle del torrente Recco, ad est da Genova, costeggiando la strada provinciale 333 di Uscio che dalla costa del Golfo Paradiso (Recco) s'inerpica verso il colle Caprile (470 m) dove è possibile, valicando il crinale, discendere verso Gattorna (frazione di Moconesi) e quindi la val Fontanabuona.
I principali corsi d'acqua del territorio sono il torrente Recco e il rio Arbora, tributario del primo. La morfologia del territorio è prevalentemente collinare e le sue vette maggiori sono: il monte Borgo (732 m), il monte Bello (712 m), il monte Cornua (687 m), il monte Orsena (614 m e nella cui sommità è situato il santuario della Madonna di Caravaggio nel territorio comunale rapallese), il monte Cassinea (612 m), il monte del Prè (556 m), il monte San Pietro (388 m).

## Storia
La prima citazione ufficiale e scritta su Avegno risalirebbe al XIII secolo dove in un antico documento è attestata la presenza della locale chiesa parrocchiale di San Pietro. Il territorio divenne in seguito feudo della famiglia Malaspina.
Facente parte dei domini della Repubblica di Genova e soggetto territorialmente alla municipalità di Uscio, nel capitaneato di Recco (anche se il compito di governo fu pressoché gestito dalla varie comunità religiose parrocchiali locali), fu solo con la dominazione francese di Napoleone Bonaparte che Avegno acquisì una propria autonomia amministrativa.
Dal 2 dicembre 1797 rientrò nel dipartimento del Golfo del Tigullio, con capoluogo Rapallo, all'interno della Repubblica Ligure. Dal 28 aprile 1798 Avegno venne inserito nel V cantone, con capoluogo Uscio, della giurisdizione della Frutta e dal 1803 centro principale del VI cantone della Frutta nella giurisdizione del Centro. Annesso al Primo Impero francese, dal 13 giugno 1805 al 1814 fece parte del dipartimento di Genova.
Nel 1815 fu inglobato nel Regno di Sardegna, così come stabilì il congresso di Vienna del 1814, e successivamente nel Regno d'Italia dal 1861. Dal 1859 al 1926 il territorio fu compreso nel VI mandamento di Recco del circondario di Genova facente parte dell'allora Provincia di Genova.
Al 1877 è risalente l'aggregazione della frazione di Salto dopo il suo distacco dal territorio di Uscio.
Dal 1973 al 30 aprile 2011 ha fatto parte della Comunità montana Fontanabuona. Dal 2014 al 2024 ha fatto parte dell'Unione dei comuni della Valle del Tempo.

### Simboli
Stemma
Gonfalone
Lo stemma e il gonfalone sono stati concessi con il decreto del Presidente del Consiglio dei ministri nº 3307 del 19 novembre 1977.
Lo stemma comunale di Avegno è rappresentato con la raffigurazione nel centro e in campo blu di una campana d'argento, simbolo della celebre attività economica legata alla produzione locale di campane delle fonderie Picasso. Il simbolo è sormontato da una croce rossa in campo d'argento richiamante il vessillo di San Giorgio della Repubblica di Genova.

## Monumenti e luoghi d'interesse

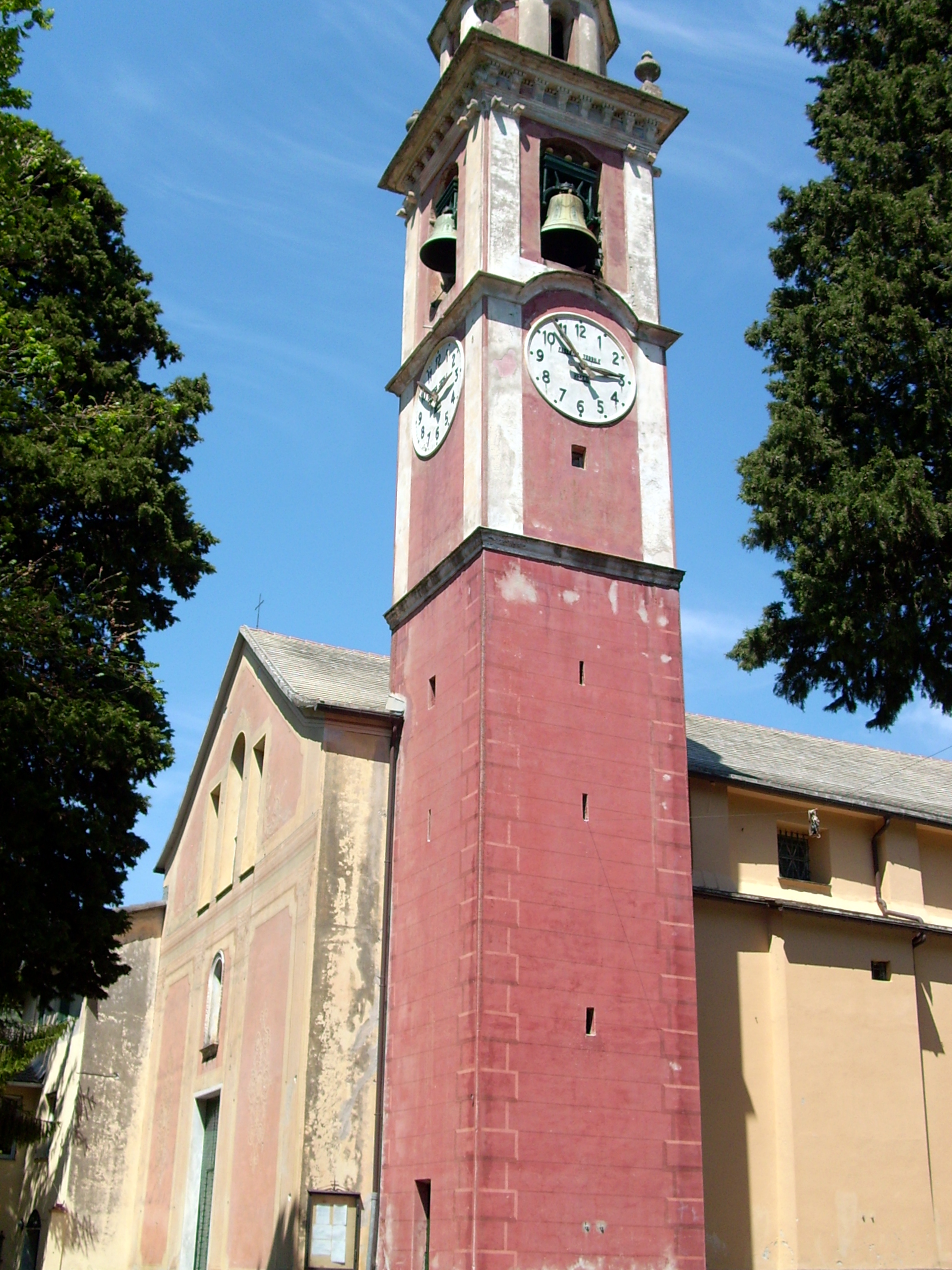
La chiesa parrocchiale di San Pietro Apostolo di Avegno

### Architetture religiose
- Chiesa parrocchiale di San Pietro Apostolo ad Avegno.
- Chiesa parrocchiale di Sant'Antonio Abate nella frazione di Salto.
- Chiesa parrocchiale di Santa Margherita Vergine e Martire nella frazione di Testana.
- Chiesa parrocchiale di San Lorenzo nella frazione di Vescina o Vexina.
- Cappella del Santissimo Sacramento nella frazione di Vescina, adiacente e comunicante con la parrocchiale, realizzata negli anni novanta del XX secolo.

## Società

### Evoluzione demografica
Abitanti censiti

### Etnie e minoranze straniere
Secondo i dati Istat al 31 dicembre 2022, i cittadini stranieri residenti ad Avegno sono 113.

## Cultura

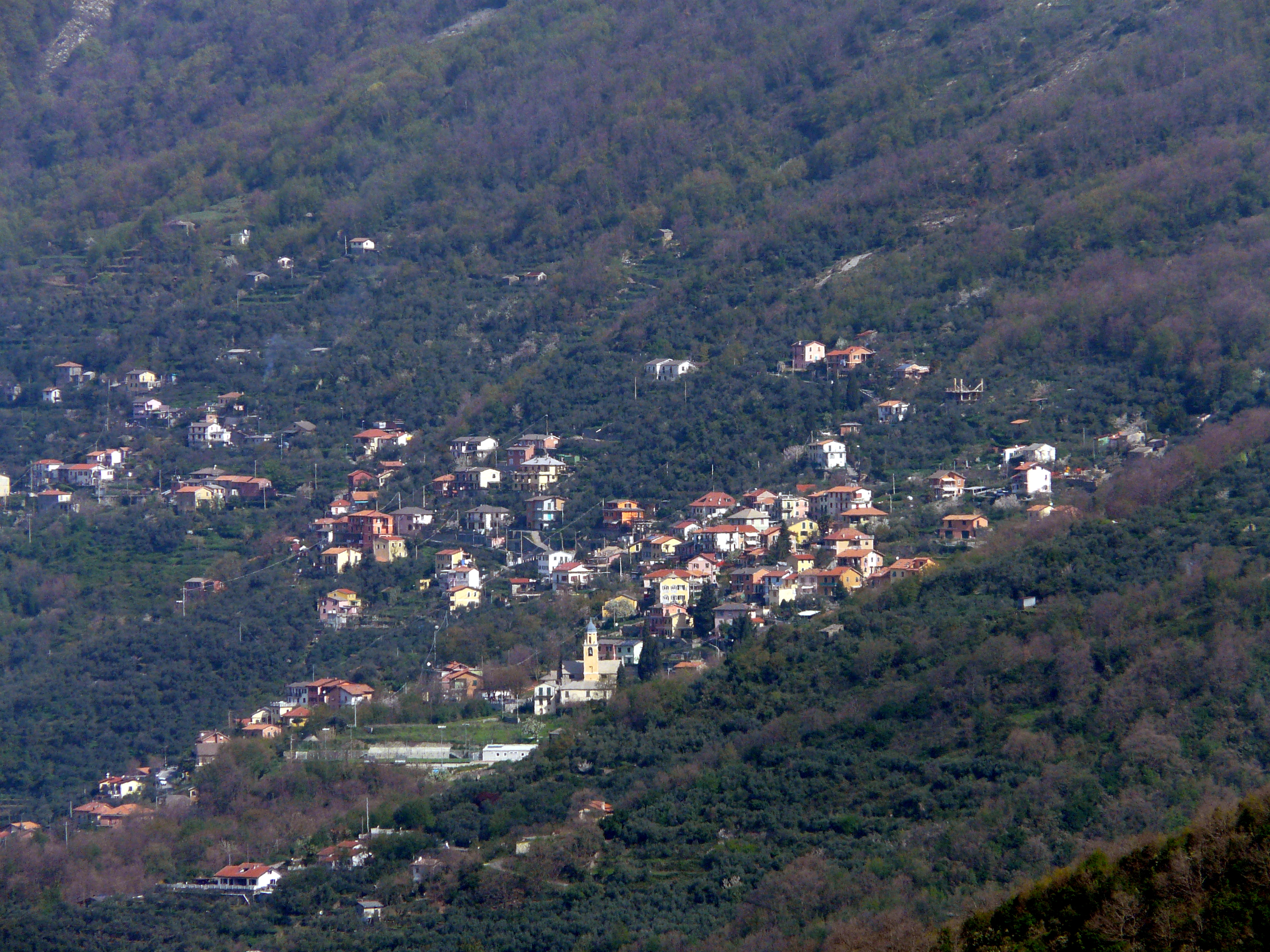
Panorama della frazione di Testana

### Istruzione

#### Musei
Il museo delle campane, inaugurato e aperto al pubblico dall'8 settembre 2012, è ospitato nei locali dell'antica e storica fonderia della famiglia Picasso, attività che dal 1594 ha sempre legato nei secoli il nome di Avegno alle produzioni di campane.

## Geografia antropica

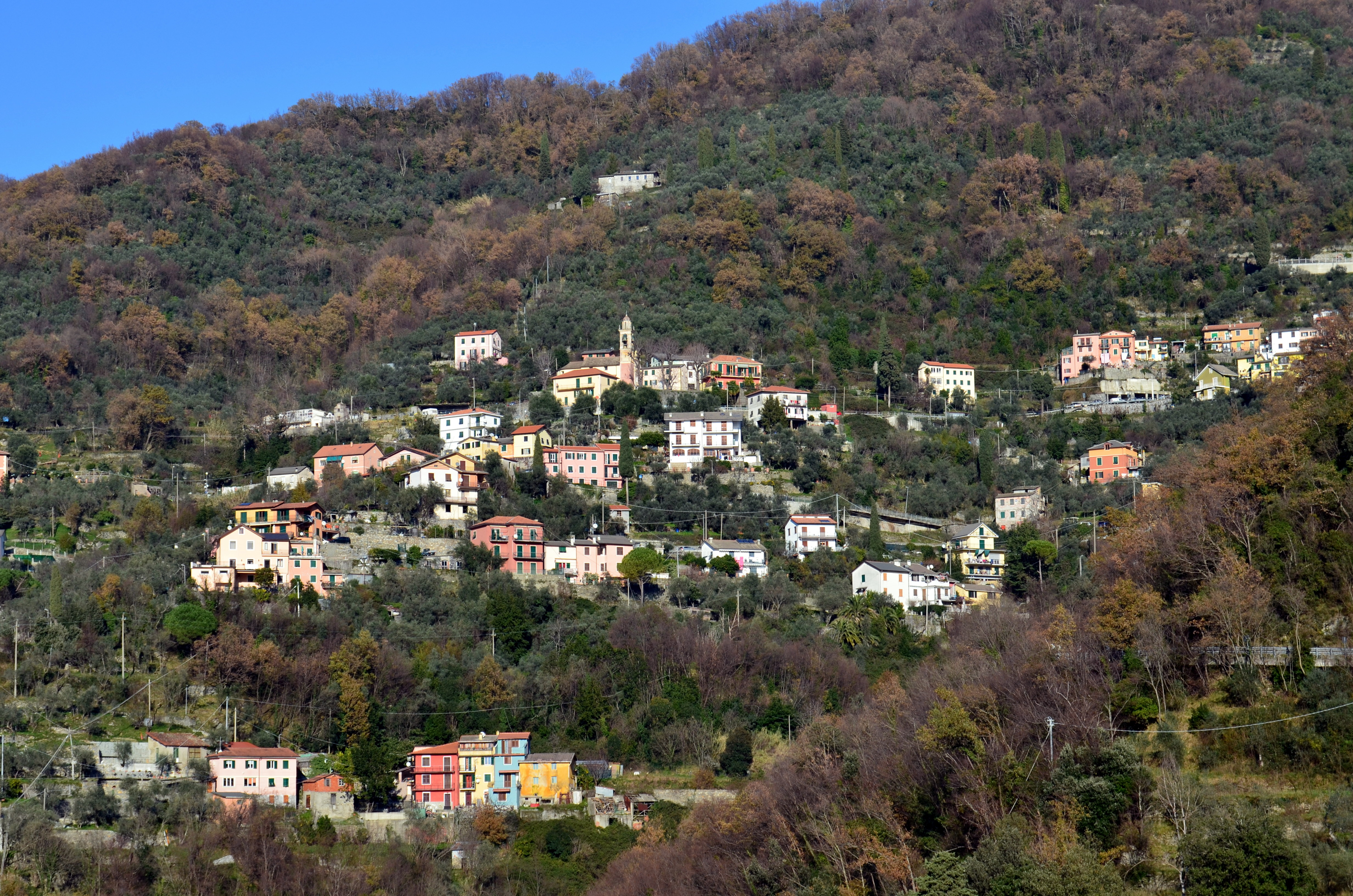
Panorama della frazione di Salto

Il territorio comprende le tre frazioni storiche di Salto, Testana e Vescina, riconosciute dalla comunità e dallo statuto comunale per un totale di 10,93 km2; tra le altre località, Molino Nuovo è la sede del municipio, nel fondovalle del torrente.
Confina a nord con i comuni di Uscio e Tribogna, a sud con Recco, ad ovest con Sori e ad est con Rapallo.

### Frazioni

#### Salto
Ubicata a 300 m di altitudine comprende i quartieri di Posato, Maggiolo, Ponte di Salto e Chiesa; la frazione, distante dal capoluogo comunale di Molino Nuovo circa 2 km, è raggiungibile dalla strada provinciale 333 di Uscio. Il nome deriverebbe dalla parola latina Saltus, toponimo genericamente usato per indicare gli abitanti del luogo. La locale chiesa parrocchiale è dedicata a sant'Antonio.

#### Testana
Ubicata a 279 m di altitudine fu anticamente citata con il toponimo Arbore, molto probabilmente dal nome del torrente Arbora che qui scorre nella valle; la frazione, distante dal capoluogo comunale circa 3 km, è raggiungibile dalla strada provinciale 333 e quindi proseguendo su un'apposita deviazione. La locale chiesa parrocchiale è dedicata a santa Margherita.

#### Vescina
Ubicata a 250 m di altitudine viene talvolta citata con il toponimo in lingua ligure Vexina e comprende i quartieri di Casareto, Camoglino, Chiesa e Steneri; la frazione, la più piccola del territorio avegnese e distante dal capoluogo comunale circa 2 km, è raggiungibile dalla strada provinciale 333 e quindi proseguendo su un'apposita deviazione. La locale chiesa parrocchiale è dedicata a san Lorenzo.

## Economia
L'economia del comune si basa essenzialmente sull'agricoltura e l'artigianato locale. Inoltre sono presenti imprese operanti nel settore alimentare e nel campo dei cosmetici. Le seconde case presenti nel territorio attirano i villeggianti contribuendo allo sviluppo del turismo.
Nel territorio comunale operavano le fonderie di campane Picasso, il cui nucleo originario era presente già dal XVI secolo e una delle più antiche in Italia.

## Infrastrutture e trasporti

### Strade
Il centro di Avegno è attraversato dalla strada provinciale 333 di Uscio la quale permette il collegamento stradale a nord con Uscio e a sud con Recco, e quindi con la costa del Golfo Paradiso nella riviera di levante.

### Mobilità urbana
Da Recco un servizio di trasporto pubblico locale gestito dall'AMT garantisce quotidiani collegamenti bus con Avegno e per le altre località del territorio comunale.

## Amministrazione

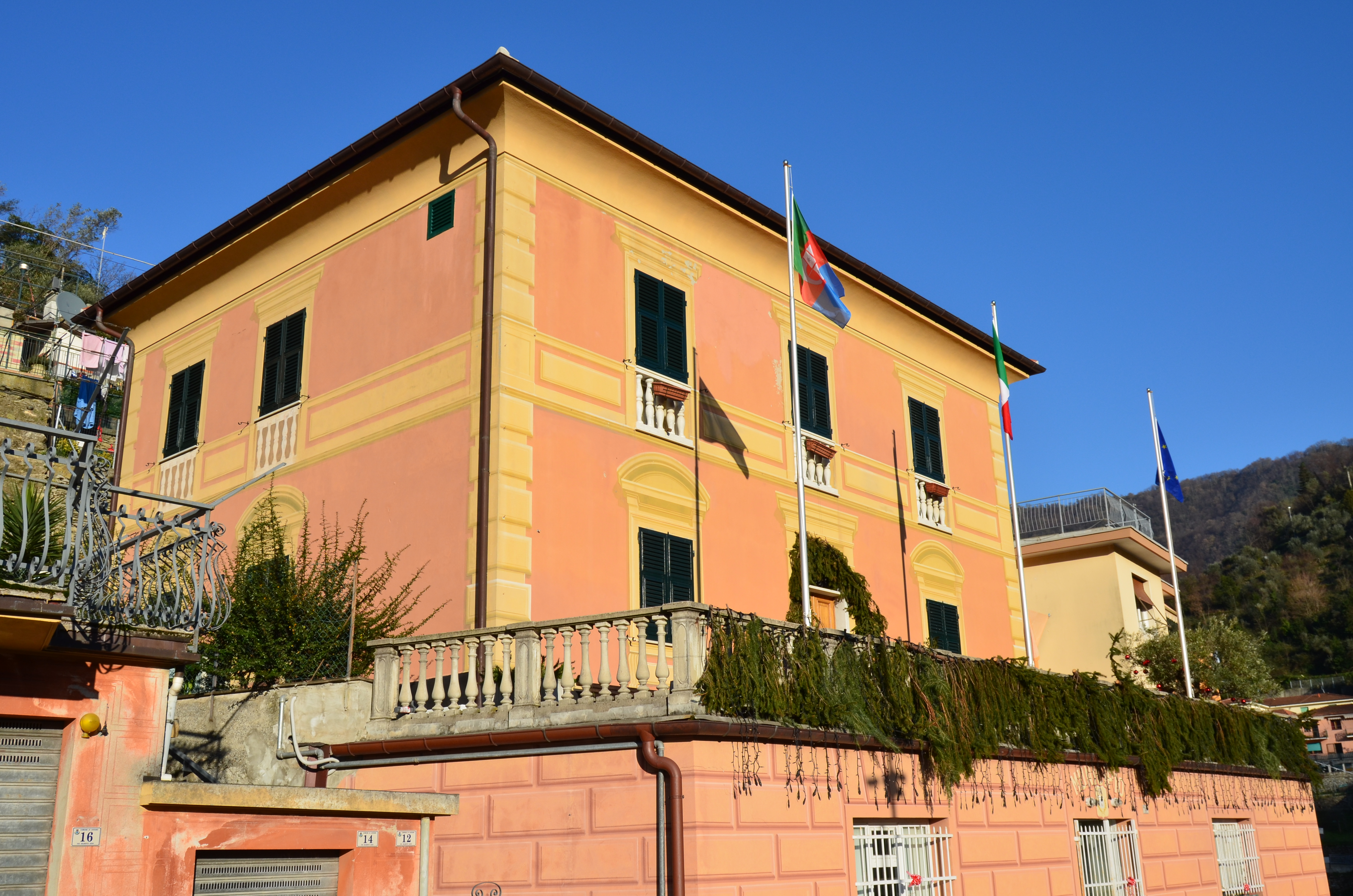
Il municipio nella località di Molino Nuovo

| Periodo          | Periodo        | Primo cittadino   | Partito                                          | Carica  | Note   |
| ---------------- | -------------- | ----------------- | ------------------------------------------------ | ------- | ------ |
| 23 dicembre 1987 | 15 giugno 1990 | Lorenzo Gasparini | DC                                               | Sindaco |        |
| 18 luglio 1990   | 24 aprile 1995 | Claudio Carbone   | PSI                                              | Sindaco |        |
| 24 aprile 1995   | 14 giugno 1999 | Bruno Badaracco   | lista civica                                     | Sindaco |        |
| 14 giugno 1999   | 14 giugno 2004 | Bruno Badaracco   | lista civica di centro-destra                    | Sindaco |        |
| 14 giugno 2004   | 8 giugno 2009  | Giuseppe Tassi    | lista civica di centro-destra                    | Sindaco |        |
| 8 giugno 2009    | 26 maggio 2014 | Giuseppe Tassi    | Uniti per Avegno (lista civica di centro-destra) | Sindaco |        |
| 26 maggio 2014   | 27 maggio 2019 | Franco Canevello  | Uniti per Avegno (lista civica di centro-destra) | Sindaco | [ 13 ] |
| 27 maggio 2019   | 10 giugno 2024 | Franco Canevello  | Avegno Domani (lista civica di centro-destra)    | Sindaco | [ 13 ] |
| 10 giugno 2024   | in carica      | Franco Canevello  | Avegno Domani (lista civica di centro-destra)    | Sindaco | [ 13 ] |

### Gemellaggi
Avegno è gemellata con:
- Avegno Gordevio

## Sport

### Calcio
Venne fondata una prima società denominata Avegno Calcio dai colori bianco azzurri la quale, nel 2012, si fuse con l'A.C. Camogli Calcio, dando vita all'A.S.D. CamogliAvegno-Golfo Paradiso. La società dai colori bianco nero blu riuscì ad arrivare sino in Promozione. Nell'estate del 2015 la società, nel tentativo di formare una squadra stabile per tutto il Golfo Paradiso, accettò la fusione con la A.S.D. Golfo Paradiso di Sori e la sezione calcistica della Pro Recco, forte di buone scuole calcio, mettendo da parte camoglina l'iscrizione alla Promozione. Nacque così la A.S.D. Golfo Paradiso Pro Recco Camogli Avegno, iscritta al campionato di Promozione. Il club, dopo una parentesi in Prima Categoria, al termine del campionato 2022-2023 ha raggiunto la promozione in Eccellenza. Nel 2023 l'incarico di responsabile del settore giovanile venne affidato a Francesco Flachi.